# Stalker (film 1979)
Stalker (in russo Сталкер?) è un film di fantascienza del 1979 diretto da Andrej Tarkovskij, liberamente tratto dal romanzo Picnic sul ciglio della strada (1972) dei fratelli Arkadij e Boris Strugackij. Come già per Solaris, la pellicola rappresenta una personale interpretazione di Tarkovskij dello scritto originale.
Pur essendo la trama ascrivibile al genere fantascientifico, la sua struttura narrativa, così come le tematiche affrontate, appartengono al cinema d'autore. Il lento e profondo viaggio catartico compiuto all'interno della cosiddetta "Zona", dove le tre diverse concezioni della vita dei protagonisti si scontrano e si mettono in discussione, trascende i dettami del film di genere.
La pellicola venne girata fra Dolgopa (Russia), Tallinn (Estonia) ed Isfara (Tagikistan) e fu presentata al Festival cinematografico internazionale di Mosca nell'agosto del 1979 ed al Festival di Cannes, in Francia, il 13 maggio 1980, mentre uscì nelle sale italiane nella primavera 1981.

## Trama
(Lo Stalker, citazione dal Tao Te Ching)
In un luogo imprecisato, un uomo di misere condizioni reca con sé due figure emblematiche, un intellettuale e uno scienziato, rispettivamente chiamati "Scrittore" e "Professore", per avventurarsi nella "Zona", un territorio rurale desolato e in rovina, dove le normali leggi naturali sono sovvertite per cause ignote. Lo stalker, una guida illegale esperta del territorio, aiuterà i due uomini ad affrontare incolumi il cammino. 
Isolata da un cordone di sicurezza governativo, in cui gli stessi militari non osano avventurarsi, si racconta che nella "Zona" vi sia una stanza nella quale si possano avverare i «desideri più intimi e segreti».
Dopo aver eluso una pattuglia e forzato un posto di blocco armato, il film muta da un mesto seppiato al colore. Lo Stalker condurrà i due nel cuore della Zona, nel continuo sforzo di riconoscere e superare le insidie misteriose, evitando le più pericolose. A dispetto degli ammonimenti, la Zona si mantiene sostanzialmente tranquilla, come in bonaccia. I personaggi sembrano credere, chi più chi meno, all'incombenza di tremendi stravolgimenti dei manufatti e dello spazio. Una carcassa di carro armato con le ossa degli occupanti lascia intendere una precedente azione militare rivelatasi catastrofica.
Nonostante la vicinanza con la meta, l'avanzamento deve avvenire gradualmente, percorrendo una strada lunga e tortuosa, riconosciuta soltanto dallo Stalker. Un tentativo dello Scrittore di dirigersi direttamente viene sventato da una voce misteriosa.
Gran parte del film è incentrato sul confronto tra le loro personalità e sulle discussioni filosofiche tra lo Scrittore e il Professore, sui motivi che li conducono alla ricerca della misteriosa stanza: lo Scrittore vuole recuperare la sua ispirazione e il Professore ambisce al Premio Nobel.
Lo Stalker non l'ha mai visitata e non ne sembra allettato. Egli cita più volte il suo misterioso mentore, soprannominato il Porcospino e suicidatosi tempo prima. Lo Scrittore comprenderà il motivo del suo gesto. Il Porcospino decise di entrare nella stanza per resuscitare il fratello, morto nel "tritacarne", il passaggio più difficile e letale della Zona, ma la stanza, che avvera i desideri più veri e profondi, gli donò invece un'inaspettata ricchezza. Preso atto che nel profondo del suo animo tale brama era più forte del desiderio di riportare in vita il fratello, il Porcospino si era suicidato.
Una surreale conversazione telefonica all'interno di un edificio fatiscente, tra il Professore e un suo collega, rivela le vere intenzioni, cioè piazzare una piccola carica nucleare, per prevenire l'uso indiscriminato dei suoi poteri. Tale rivelazione porta ad una discussione con gli altri due. Lo Stalker supplica lo scienziato di desistere e alla fine il Professore rinuncia, abbandonando l'ordigno smontato in un rivolo d'acqua. Dall'interno della stanza, la macchina da presa inquadra gli uomini seduti davanti all'ingresso con lo sguardo incerto rivolto verso la stessa, senza chiarire se vi entreranno o meno.
La scena successiva, di nuovo in bianco e nero, mostra il terzetto riunito nel bar all'inizio del film. La guida si congeda e viene accompagnata a casa dalla moglie e dalla figlia, una bambina paralitica per effetto delle mutazioni indotte dalla Zona. Epilogo in una scena nuovamente a colori con la bambina sola, seduta ad un tavolo di cucina. Dopo aver recitato una poesia, ella sposta con lo sguardo alcuni bicchieri sul bordo del tavolo; il rumore di un treno di passaggio a scuotere la stanza, sulle note dell'Inno alla Gioia della Nona Sinfonia di Ludwig van Beethoven.

## Ambientazione
Il film inizia al di fuori della Zona, in bianco e nero, in un bar dove giunge il Professore (Nikolaj Grin'ko) che viene subito servito. Una breve didascalia su fondo nero è il brano di un'intervista rilasciata da uno scienziato di nome Wallace a un giornalista della Rai:
Superato avventurosamente il confine della Zona - e la scena diviene a colori - lo Stalker abbandona momentaneamente i due viaggiatori, il Professore e lo Scrittore, i quali dissertano sulla sua presunta origine:
(il Professore)
Innanzi all'intento distruttivo dichiarato dal Professore, lo Stalker lo supplica piangendo di desistere:
In un'intervista al regista Andrej Tarkovskij:
(dal libro di Andrej Tarkovskij, Scolpire il tempo. Milano, UBULibri, 1988, pag. 178)

## Il racconto originale
Il racconto dei fratelli Arkadij e Boris Strugackij è ambientato nella città immaginaria di Harmont, limitrofa ad una delle diverse Zone disseminate sulla Terra. Lo Stalker è una figura reietta dall'emblematica capigliatura fulva, un ex fisico caduto in disgrazia e convertitosi alla malavita subendo condanne. Nel capitolo finale vi è la ricerca di una misteriosa sfera dorata attraverso la quale si avverano i desideri. Il film di Tarkovskij sembra iniziare dal termine del racconto.

## Colonna sonora
I brani musicali non originali del film sono tratti da:
- Boléro di Maurice Ravel
- Tannhäuser di Richard Wagner
- Sinfonia n. 9 di Ludwig van Beethoven

## Riconoscimenti
- 1980 Festival di Cannes
  - Premio della giuria ecumenica
- Fantasporto

## Home video
L'edizione italiana del film in DVD presenta un inserto speciale dove vi sono le riprese del rudere di una casa in legno abbandonata, la casa avita del regista, commentate dalla colonna sonora di Eduard Artem'ev e memoria degli ambienti cadenti del film.

## Influenza culturale
- Il videogioco S.T.A.L.K.E.R.: Shadow of Chernobyl traspone il soggetto nella zona radioattiva, a seguito del disastro di Černobyl'[3]
- Molte scenografie ed atmosfere del film, minuziosamente studiate, hanno influenzato il regista danese Lars von Trier, che ha dichiarato di essersi ispirato al regista russo per i suoi primi film: ci sono infatti molti richiami a Tarkovskij nel suo L'elemento del crimine, ed i fondali industriali ricordano Dancer in the Dark. Anche il regista cinese Bi Gan ha dichiarato di aver iniziato a fare Cinema grazie a quest'opera.
- La lirica Ljublju glaza tvoi, moj drug di Fëdor Ivanovič Tjutčev, scritta nel 1836 e recitata, nel finale del film, dalla piccola Martyška, è stata ripresa dalla cantante islandese Björk nella canzone Dull flames of desire in duetto con Anohni.
- Il titolo ha ispirato il nome dello scooter Stalker degli anni novanta, della casa italiana Gilera nel cui logo appare una stella rossa.
- La locandina di Stalker compare sulla facciata di un cinema di Berlino Est[4], nel film d'azione Atomica bionda, così delle scene sullo schermo, durante il combattimento nella sala.